# Club Atlético Celaya
El Club Atlético Celaya va ser un equip de futbol mexicà que jugava a la ciutat de Celaya, estat de Guanajuato, fundat l'any 1994 i que va desaparèixer el 2002. Actualment la ciutat compta amb l'Aztecas de Celaya, Club Celaya. L'Atlético Celaya guanyà la competició de Primera Divisió "A" la temporada 1994-95.
L'equip va començar a la Primera Divisió "A" a la temporada 1994-1995 al comprar la franquícia dels Toros de l'Atlético Cuernavaca. Es va convertir en el primer campió de la divisió i va ascendir a la Primera Divisió, després de derrotar el Pachuca a la final per 1-0 amb gol del brasiler Amarildo Soares a l'Estadio Hidalgo.
La directiva del club es va trobar amb dificultats per configurar un equip competent per a la primera divisió nacional, atès que no esperava un ascens tan ràpid. Per la negativa del govern de l'estat de Guanajuato a donar-li suport, es va recórrer a recaptar fons dels habitants del municipi, aconseguint ampliar l'estadi Miguel Alemán per a tenir la capacitat mínima exigida per la Federació Mexicana.
Després de l'ascens, el Celaya va fer-se popular als mitjans de comunicació quan va anunciar la contractació de l'estrella del Reial Madrid, Emilio Butragueño per a la temporada 1995-1996.
La seva aparició en Primera Divisió es va produir el 26 d'agost de 1995 en l'Estadi 3 de Marzo empatant 1-1 amb Tecos de la UAG. Durant la campanya, amb base en un estil de joc alegre i espectacular, es va convertir en la gran revelació del futbol mexicà, ocupant el quart lloc de la taula general, així com el primer de grup. Va qualificar a la lligueta en la qual va eliminar en quarts de final a Monterrey gràcies a la regla del valor doble pels gols com a visitant en cas d'empat (2-2 i 0-0). Després va jugar a semifinals contra el Veracruz, al que va derrotar 1-0 a Veracruz i en la tornada el va golejar 5-1 a Celaya. D'aquesta manera, va accedir fins a la final contra el campió vigent, el Necaxa, empatant el primer duel 1-1, l'1 de maig de 1996, on Carlos Hernández va marcar l'únic gol dels toros a una final. El partit de tornada es va disputar el 4 de maig de 1996 a l'Estadi Azteca. El partit finalment va acabar amb un 0-0 i el Necaxa es va coronar per més gols com visitant, destacant una rematada de cap per Emilio Butragueño a uns quants minuts del final sense èxit.
Després d'aquesta campanya va arribar l'inici dels tornejos curts i el Celaya va encadenar dolents resultats que el van dur a competir per no baixar de categoria, encara que mai la va arribar a perdre. Malgrat contractar a figures com Hugo Sánchez i principalment Emilio Butragueño, Celaya mai va tornar a estar tan a prop d'aconseguir el títol.
Una vegada retirat Butragueño el 1998, el Celaya va contractar a jugadors d'irrellevant pas pel club com Marco Antonio Figueroa, Javier Manjarín, "Míchel", Julio César de León, Christián Santamaría, Diego Cagna, i Pedro Resendíz; per citar alguns, encara que es va fitxar a uns altres amb un gran acompliment com: Diego Latorre, Jorge Jerez, José Soto, Armando González, Luis Fernando Soto, José Santos Damasceno, Fabio Moreno i el golejador franquícia Carlos Pavón.
El Celaya va tenir grans vivències, perquè en la seva curta història va tenir el plaer de golejar a Chivas a l'hivern del 99 per 5-0 en l'Estadi Jalisco i a l'América en l'Hivern de 1998' per 5-1 en l'Estadi Miguel Alemán Valdez. Els Toros es van salvar de descendir 3 vegades (1998, 1999 i 2002).
A l'iniciar la temporada 2001-2002 l'equip no millora malgrat la inversió realitzada per la qual cosa, al concloure eixa temporada, el president de l'equip, Enrique Fernández Prado, ja no ho va poder sostenir econòmicament i es va veure obligat a vendre'l, encara que va posar la condició que el comprador hauria de mantenir l'esquadra en Celaya almenys un any més. La franquícia va ser adquirida per Jorge Rodríguez Marié, qui una vegada conclòs l'Apertura 2002 es duu el club a Cuernavaca argumentant que no tenia el suport de l'afició del Celaya, a causa de les pèssimes entrades durant el torneig.
El club descendeix en Clausura 2003 i desapareix per a pagar deutes contretes amb la Federació Mexicana de Futbol. Posteriorment aparegué un nou club anomenat Celaya Club Deportivo.

## Futbolistes destacats
| - Diego Cagna - Diego Latorre - Antonio Mohamed - Richard Zambrano - Ivan Hurtado "El Avetruz" - Julio César de León "El Leon Indomable" - Carlos Pavón "El Tanque Catracho" - Ignacio Ambríz - José Damasceno "Tiba" | - Félix Fernández - Jaime Lozano - Hugo Sánchez - Pepe Soto - Emilio Butragueño - Rafael Martín Vázquez - Míchel - Rafael Paz |